# Warzone (jeu de figurines)
Pour les articles homonymes, voir Warzone.
Warzone est un jeu de stratégie avec figurines situé dans l'univers de Mutant Chronicles.
La dernière société qui l'a édité a déposé le bilan début 2006, et a détruit l'intégralité des moules des figurines : la gamme Warzone n'est donc aujourd'hui plus suivie.

## Éditions
Entre 1995 et 2004, trois versions du livre de règles de Warzone ont été publiées.

### Warzone
Target Games publie la première édition de Warzone en 1995.
Elle recevra quatre suppléments :
(fr) L'Aube de la Guerre (1996)
(fr) Les Bêtes de Guerre (1996)
(en) Casualties of War (1997)
(en) Dark Eden (1997)
Le cinquième supplément Venus : World at Wars sera annulé en 1997 au profit de la seconde édition de Warzone.

### Warzone2eÉdition
La deuxième édition sort en 1998.
Elle recevra deux suppléments, dont aucun n'a été traduit en français :
(en) Forces of War Venus (1999)
(en) Forces of War Mars (1999)
Le développement de Forces of War Mercury sera brutalement arrêté par le dépôt de bilan de Target Games.

### Ultimate Warzone: Universe under Siege
Excelsior Entertainment reprend en 2001 la licence Warzone, et publie en 2004 la troisième édition du jeu.
Trois suppléments sont annoncés avant même que le livre de règles de la troisième édition ne soit publié, Mars: World at War - McCraig Line, Mercury: World at War - The Iron Fist of the Ebon Palace et Dark Eden: World at War - Sins of the Father, mais le dépôt de bilan d'Excelsior signe leur arrêt de mort.

## Armées
Warzone propose aux joueurs de prendre la tête de plusieurs armées du monde de Mutant Chronicles. Selon les éditions, la structure des armées et leur subdivision change.

### Capitol
La particularité du schéma d'armée de Capitol est de devoir choisir ses unités régulières et ses unités de soutien dans un tronc commun, les Forces Armées de Capitol, puis de devoir faire le choix de ses unités d'élite dans les Forces Navales de Capitol ou les Forces Terrestres de Capitol, sans pouvoir combiner les deux.

### Le Cartel
Le Cartel en tant qu'armée à part entière a été introduit dans la troisième édition. Son schéma d'armée s'appuie sur un choix réduit de troupes, et sur des choix de support que sont les commandos de la mort venus de toutes les mégacorporations. Ces commandos de la mort fonctionnent en binôme, généralement un spécialiste du tir à distance et un spécialiste du corps à corps.

### La Confrérie
La Confrérie est une armée polyvalente, qui s'appuie lourdement sur les Mystères (pouvoirs spéciaux) pour prendre le dessus lors des combats. La majorité de ses indépendants peut en effet en être équipée.
Dans la troisième édition, si le choix de troupes régulières de la Confrérie se fait dans une liste commune, il faut ensuite sélectionner ses escouades d'élite parmi la liste des Mystiques ou dans celle de l'Inquisition, mais il n'est pas possible de mélanger les deux.

### Cybertronic
Parmi les mégacorporations, Cybertronic dispose du schéma d'armée le plus simple : pas de sous-division en plusieurs sous-armées, puisque, fidèle à la trame de l'univers, il n'y a pas de place pour des luttes de pouvoir ou des courants opposés dans la cinquième mégacorporation.

### Les Légions Obscures
Les Légions Obscures, en tant qu'ennemi principal dans l'univers de Mutant Chronicles, disposent parmi les différentes armées du plus grand choix de troupe. Le schéma d'armée est relativement complexe, puisqu'il fonctionne selon deux dimensions : celle du Culte et de la Horde sur un axe, et celle des différents apôtres dans l'autre.

### Mishima
L'armée de la mégacorporation Mishima est divisée entre les forces des trois Princes Héritiers. Ainsi, outre un choix commun de troupes de base, d'élite, de support et de personnages indépendants, chaque Prince Héritier dispose de personnages, de troupes et de support qui lui sont propres. Il n'est pas possible de combiner des troupes de l'un des Princes Héritiers avec celles d'un autre.

### Les Tribus de la Terre
Les Tribus de la Terre sont introduites par le supplément Dark Eden de la première édition, et représentent les quatre principales organisations regroupant les humains abandonnés lors de l'Exode.

#### Les Luthériens
Rebaptisés Inheritors of Job dans la troisième édition.